# Eleições legislativas em Hong Kong em 2008
As eleições legislativas de Hong Kong em 2008 foram realizadas em 7 de setembro para a escolha dos membros do Conselho Legislativo de Hong Kong.
A estimativa foi de que 3,3 milhões de moradores da região administrativa especial da República Popular da China votem, mesmo os especuladores afirmando que não haverá grandes mudanças, pois o grupo pró-Pequim deve manter a maioria dos assentos.

## A votação
O comparecimento dos eleitores às urnas foi o mais baixo em 10 anos, fazendo os partidos de oposição (pró-democracia) preverem grandes perdas."Eu acho que as chances de não conseguirmos manter 20 assentos são muito altas. Eu descreveria a situação como o pior desempenho do grupo pró-democracia desde a existência das eleições" disse Sin Chung-kai, líder do Partido Democrático.